# Реунификација
Реунификација је поновно спајање чланова породице, група или народа, који су спречени да живе у једној заједници услед различитих, често присилних разлога (ратови, прогони и сл.). У социјалном раду се под реунификацијом подразумевају интервенције током породичног и институционалног смештаја деце без родитељског старања, које помажу да се природна породица, уколико је то могуће, поново уједини. Социјални радници могу помагати реунификацију подстицањем одржавања контакта и током облика заштите, али и мотивисањем родитеља и помагањем да се препреке и проблеми који су водили сепарацији превазиђу.